# Yulin (sockenhuvudort i Kina, Heilongjiang Sheng, lat 47,13, long 125,63)
Yulin (kinesiska: 育林, 育林乡) är en sockenhuvudort i Kina. Den ligger i provinsen Heilongjiang, i den nordöstra delen av landet, omkring 170 kilometer nordväst om provinshuvudstaden Harbin. Antalet invånare är 17 006. Befolkningen består av 8 248 kvinnor och 8 758 män. Barn under 15 år utgör 12,0 %, vuxna 15-64 år 80 %, och äldre över 65 år 6,0 %.
Runt Yulin är det ganska tätbefolkat, med 155 invånare per kvadratkilometer. Närmaste större samhälle är Zhenxiang, 19,4 km sydost om Yulin. Trakten runt Yulin består till största delen av jordbruksmark.
Genomsnittlig årsnederbörd är 857 millimeter. Den regnigaste månaden är juli, med i genomsnitt 268 mm nederbörd, och den torraste är januari, med 6 mm nederbörd.